# Darkwood
Darkwood ist eine deutsche Neofolk-Band aus Dresden.

## Geschichte
Die Band besteht seit ihrer Gründung aus Henryk Vogel und der Cellistin Nadja Stahlbaum. Seit Notwendfeuer (2006) wird Darkwood durch Manuela Zankl (Akkordeon, Begleitgesang) und Valentin (Violine) ergänzt. Daneben steuerten diverse Gastmusiker ihre Mithilfe bei einzelnen Stücken bei.
Bereits seit 1997 treten Darkwood vor Live-Publikum auf. Dabei halfen in der Vergangenheit bereits Andreas Ritter (Forseti) oder Markus Wolff (Waldteufel) zusätzlich zur normalen Besetzung aus.
Mit der Kollaboration Lied der Kämpfer: A tribute to DARKWOOD aus dem Jahre 2015, anlässlich des zwanzigjährigen Bestehens der Band, spielten diverse Neofolkbands Coverversionen von Darkwood-Stücken ein.

## Stil
Die Musik bewegte sich bis zur Veröffentlichung des Albums Herbstgewölk in der Spannweite zwischen akustischer Instrumentierung und Anleihen des Martial-Industrial. Nach 2004 verlagerte sich der Stil verstärkter hin zu neofolktypischen Instrumenten wie der Gitarre und der Geige.
Dabei werden sowohl melancholisch-ruhige als auch kämpferisch-aufbrausende Stücke präsentiert.
Textlich greifen Darkwood historische, naturmystische oder heidnische Themen auf und vertonen Gedichte von Lyrikern wie Georg Trakl oder Otto Ernst.

## Diskografie

### EPs
- 2000: Talons
- 2017: Erntefeuer (Live-EP)

### Alben
- 1999: In the Fields
- 2000: Heimat & Jugend
- 2001: Flammende Welt
- 2003: The Final Hour (Live-Album)
- 2004: Herbstgewölk
- 2004: Lapis (mit Chaos as Shelter)
- 2006: Notwendfeuer
- 2009: Ins dunkle Land
- 2013: Schicksalsfahrt
- 2020: Twilight Garden
- 2025: Verlorene Welt

### Kompilationen
- 2003: Weltenwende
- 2015: Swords in Stone
- 2015: Flammenlieder